# Stupify
«Stupify» es una canción de la banda de metal alternativo Disturbed. Fue lanzado como el primer sencillo de su álbum debut The Sickness del año 2000, que a su vez es la pista n.º 3. Según la crítica, una de las obras maestras de este grupo, y también el primer vídeo que realizaron.
Con este sencillo la banda de Chicago llegó a la fama y sacaron su álbum
The Sickness, y muchas discografías les ofrecían que su próximo sencillo y/o álbum lo grabaran en otra. Una versión remezclada bajo el título «The Forbidden "Fu" Mix» fue incluida en la banda sonora de la película Little Nicky.

## Video musical
El video musical fue dirigido por Nathan "Karma" Cox, en el que muestra al grupo tocando en una habitación abandonada de un manicomio, que alterna con escenas de personas encerradas en sus celdas y a un niño que parece "poseído". Durante el transcurso de la canción se puede notar que mientras destruye ciertos objetos, levita en el aire de una manera misteriosa.

## Listado de canciones
| Estados Unidos /Europa – CD, sencillo, Promo |                           |          |  |
| N.º                                          | Título                    | Duración |  |
| 1.                                           | «Stupify» (Restrained)    | 4:05     |  |
| 2.                                           | «Stupify» (Álbum Versión) | 4:05     |  |

| Australia – CD, sencillo, Promo |                                            |          |  |
| N.º                             | Título                                     | Duración |  |
| 1.                              | «Stupify»                                  | 4:05     |  |
| 2.                              | «The Game» (Live Restrained)               | 3:48     |  |
| 3.                              | «Down with the Sickness» (Live Restrained) | 3:29     |  |

## Tabla de posiciones
| Lista (2000)                            | Posición |
| --------------------------------------- | -------- |
| Estados Unidos (Bubbling Under Hot 100) | 12       |
| Estados Unidos (Modern Rock Tracks)     | 10       |
| Estados Unidos (Mainstream Rock Tracks) | 12       |

## Participaciones
- David Draiman: Voz líder
- Dan Donegan: Guitarra solista
- Steve Kmak: Bajo
- Mike Wengren: Batería